# 娜杰日达·马克西莫娃
娜杰日达·谢尔盖耶芙娜·马克西莫娃（羅馬化：nadezhda Sergeyevna Maksimova；1942年1月13日—）是俄罗斯政治人物，国家杜马议员。
1964年，她在莫斯科州柳别尔齐区财政部门担任预算巡视员。1966年至1988年，她在俄罗斯联邦财政部工业财务局和预算局担任过多个职务。1988年至1991年，她担任俄罗斯联邦财政部副部长。1991年至1998年，她担任俄罗斯财政部工业基础设施和消费市场金融项目司司长。1998年，她担任财政部预算间关系司司长。
2003年12月，她当选第四届国家杜马代表。2007年、2011年和2016年，她分别连任第五届、第六届和第七届国家杜马议员。

## 立法活动
在担任国家杜马议员期间，她与人共同起草了118项立法倡议和联邦法律草案修正案。